# Митя, Николае
Николае Митя (рум. Nicolae Mitea; 24 марта 1985, Бухарест) — румынский футболист, нападающий. Выступал за сборную Румынии.

## Биография

### Клубная карьера
Николае Митя начал свою футбольную карьеру в бухарестском «Динамо». Дебютировал Николае в чемпионате Румынии 24 ноября 2002 года против клуба «Брашов», завершившийся минимальной победой «Динамо» со счётом 1:0. В дебютном сезоне за «Динамо», 17-летний Митя провёл 9 матчей в чемпионате, а также стал обладателем кубка Румынии.
В июле 2003 года Николае отправился в Нидерланды на просмотр в «Аякс» из Амстердама. Митя принял участие в пяти товарищеских матчах и забил в них два мяча, Николае также сыграл одну игру и за молодёжный состав «Аякса» против любительского клуба АДО’20, в этом матче Николае также отметился одним забитым мячом. Своей игрой Николае произвёл отличное впечатление на главного тренера амстердамцев Рональда Кумана.
В августе 2003 года Николае подписал с «Аяксом» двухлетний контракт с возможность продлить соглашение ещё на два сезона. Николае в клубе стал пятым новичком в сезоне, до него амстердамцы приобрели Сандера Боскера, Весли Сонка, Жюльена Эскюде и Зденека Грыгеру. Дебютировал Николае за «Аякс» в чемпионате Нидерландов 13 сентября 2003 года в матче против «Валвейка», Митя вышел на замену на 77-й минуте вместо Тома Сутарса, в итоге матч завершился домашней победой «Аякса» со счётом 4:1. Спустя месяц, 5 октября, Митя забил свой дебютный гол за «Аякс», это произошло в гостевом матче чемпионата против «Гронингена», Николае забил на 89-й минуте, а его команда в итоге одержала победу со счётом 1:3.
22 октября 2003 года Митя дебютировал в матче группового раунда Лиги чемпионов УЕФА против испанской «Сельты». Митя начал матч в качестве запасного игрока, но уже в конце первого тайма Рональд Куман был вынужден выпустить Николае на поле, так как капитан «Аякса» Рафаэль ван дер Варт получил травму. В итоге «Аякс» добился домашней победы с минимальным счётом 1:0, единственный мяч в составе победителей на 53-й минуте забил шведский нападающий «Аякса» Златан Ибрагимович. В своём первом сезоне за «Аякс», Николае в возрасте 18 лет сыграл за клуб в чемпионате 23 матча и забил 7 мячей, а также стал чемпионом Нидерландов сезона 2003/04. В Лиге чемпионов сезона 2003/04 Николае отыграл четыре матча.
Сезон 2004/05 оказалось более трудным, поскольку Николае пришлось бороться за место в основном составе, в чемпионате Нидерландов 2004/05 Митя забил лишь два мяча в 21 матче, Николае также провёл 6 матчей и в Лиги чемпионов УЕФА 2004/05 и даже отличился одним забитым мячом, который был забит 8 декабря 2004 года в матче мюнхенской «Баварии».
Сезон 2005/06 Николае был вынужден пропустить из-за тяжёлой травмы колена, Митя принял участие только в одном матче. Но и следующем сезоне Митя из-за постоянных травм редко попадал в основной состав, в сезоне 2006/07 Митя сыграл 8 матчей и забил 2 мяча в чемпионате. В июле 2007 года Николае изъявлял желание покинут команду, так как главный тренер Хенк тен Кате не находил Николае место в основном составе. Одним из претендентом на Митю был донецкий «Шахтёр», тренер которого, румын Мирча Луческу, был заинтересован в молодом игроке. В конце того же месяца Николае мог стать игроком испанского «Реал Сосьедада», но переход не состоялся.
В июне 2008 года руководство «Аякса» выставило на продажу несколько игроков, в том числе и Николае, но спустя несколько месяцев, в конце августа, «Аякс» расторг контракт с Николае по взаимному согласию. 31 августа 2008 года Митя подписал четырёхлетний контракт со своим бывшим клубом «Динамо», он стал третьим новичком в клубе, после Мариуса Никулае и Габриэля Тамаша.

### Карьера в сборной
В национальной сборной Румынии Николае дебютировал 20 августа 2003 года в матче против сборной Украины.

## Достижения
«Динамо»
- Обладатель Кубка Румынии (1): 2002/03

«Аякс»
- Чемпион Нидерландов (1): 2003/04
- Обладатель Кубка Нидерландов (2): 2005/06, 2006/07
- Обладатель Суперкубка Нидерландов (3): 2005, 2006, 2007